# 97e méridien est
En géographie, le 97e méridien est est le méridien joignant les points de la surface de la Terre dont la longitude est égale à 97° est.

## Géographie

### Dimensions
Comme tous les autres méridiens, la longueur du 97e méridien correspond à une demi-circonférence terrestre, soit 20 003,932 km. Au niveau de l'équateur, il est distant du méridien de Greenwich de 10 798 km,.
Avec le 83e méridien ouest, il forme un grand cercle passant par les pôles géographiques terrestres.

### Régions traversées
En commençant par le pôle Nord et descendant vers le sud au pôle Sud, Le 97e méridien est passe par:
| Coordonnées          | Pays, territoire ou mer | Notes |
| -------------------- | ----------------------- | --- |
| 90° 00′ N, 97° 00′ E | Océan Arctique          | |
| 80° 53′ N, 97° 00′ E | Russie                  | Kraï de Krasnoïarsk — Île de la Révolution-d'Octobre et Île Komsomolets, Terre du Nord |
| 78° 56′ N, 97° 00′ E | Mer de Kara             | |
| 76° 19′ N, 97° 00′ E | Russie                  | Kraï de Krasnoïarsk — L'Archipel Nordenskiöld et le continent Oblast d'Irkoutsk — à partir de 55° 51′ N, 97° 00′ E Le Touva — à partir de 53° 40′ N, 97° 00′ E                                                   |
| 49° 55′ N, 97° 00′ E | Mongolie                | |
| 42° 44′ N, 97° 00′ E | Chine                   | Gansu Qinghai — à partir de 39° 11′ N, 97° 00′ E Tibet — à partir de 32° 03′ N, 97° 00′ E |
| 28° 19′ N, 97° 00′ E | Inde                    | Arunachal Pradesh — partiellement revendiqué par la Chine |
| 27° 42′ N, 97° 00′ E | Birmanie (Burma)        | |
| 27° 19′ N, 97° 00′ E | Inde                    | Arunachal Pradesh — sur environ 19 km |
| 27° 08′ N, 97° 00′ E | Birmanie (Burma)        | |
| 17° 16′ N, 97° 00′ E | Océan Indien            | Mer d'Andaman |
| 5° 15′ N, 97° 00′ E  | Indonésie               | Île de Sumatra |
| 3° 33′ N, 97° 00′ E  | Océan Indien            | Passe juste à l'ouest des Îles Banyak, Indonésie (à 2° 04′ N, 97° 04′ E) Passe juste à l'ouest de l'île de Nias, Indonésie (à 1° 24′ N, 27° 03′ E) Passe juste à l'ouest des Îles Cocos (à 12° 09′ S, 96° 56′ E) |
| 60° 00′ S, 97° 00′ E | Océan Austral           | |
| 65° 10′ S, 97° 00′ E | Antarctique             | Territoire antarctique australien, Territoires revendiqués par l' Australie |